# 중국공산주의청년단
중국 공산주의 청년단(중국어 정체자: 中國共產主義青年團), 줄여서 공청단(중국어 정체자: 共青團)은 중국공산당이 주도하는 청년조직으로 14세부터 28세까지의 청년이 가입 대상에 포함된다. 현행법상 중국공산당에 입당하기 위해서는 공청단에 가입하는 것이 필수이다. 
이 조직은 중국 사회주의 청년단(중국어 정체자: 中國社會主義青年團)으로 출범했고 항일전쟁때 국공합작의 일환으로 해체되었다가 제2차 국공내전이 한창인 1947년 중국 신민주주의 청년단(중국어 정체자: 中國新民主主義青年團)으로 부활했고, 1957년 현재의 이름으로 개칭되었다.
문화대혁명 기간 동안 이 조직은 홍위병의 막강한 기세에 눌려 사실상 활동하지 못했다. 공청단은 수정주의로 비판받았고, 1976년까지 공청단 지부는 문을 닫았다.
1990년대 후반 후진타오 등 공청단 출신 관료들이 득세하면서 중국공산당 내부에서 공청단 파벌이 만들어지기도 했으며, 이들은 당에서 매우 막강한 정치적 영향력을 행사했다. 이후 공청단은 상하이방과 헤게모니를 두고 싸웠으나 시진핑 집권 이후 공청단 해체 공작이 시작되어 사실상 어용 조직으로 전락했다.
그러나 공청단은 기존의 정치적 이미지를 탈피하고 인터넷 공간에서의 여론 조성 등 생활 속으로 깊이 침투하면서 청년과 관계를 효과적으로 형성하고 있다는 평가를 받기도 한다.

## 역대 지도자

### 중국사회주의청년단 총서기
- 위시우송 (1920년 ~ 1922년)
- 시춘통 (1922년 ~ 1923년)
- 리우렌징 (1923년 ~ 1925년)
- 장타이레이 (1925년 ~ 1926년)

### 중국공산주의청년단 총서기
- 런비스 (1926년 ~ 1928년)
- 관샹잉 (1928년 ~ 1929년)
- 저우언라이 (1929년 ~ 1933년)
- 리웨이한 (1933년 ~ 1935년)
- 황징 (1935년 ~ 1940년)
- 가오진밍 (1940년 ~ 1945년)

### 중국공산주의청년단 당수
- 슝샹후이 (1945년 ~ 1947년)
- 펭타오 (1947년 ~ 1949년)

### 신민주주의청년단 제1서기
- 펑원빈 (1949년 ~ 1953년)
- 후야오방 (1953년 ~ 1957년)

### 중국공산주의청년단 제1서기
- 후야오방 (1957년 ~ 1966년)
- 한잉 (1966년 ~ 1978년)
- 왕자오궈 (1978년 ~ 1984년)
- 후진타오 (1984년 ~ 1993년)
- 리커창 (1993년 ~ 1998년)
- 저우창 (1998년 ~ 2006년)
- 후춘화 (2006년 ~ 2008년)
- 루하오 (2008년 ~ 2013년)
- 친이즈 (2013년 ~ 2018년)
- 허준커 (2018년 ~ 2023년)
- 아둥 (2023년 ~ 현재)

## 같이 보기
- 태자당
- 상하이방
- 문화대혁명
- 콤소몰
- 소분홍
- 김일성사회주의청년동맹